# 鎌田隆志
鎌田 隆志 (かまた たかし、1968年8月13日 - ) は、日本の検察官、法務官僚。法務省人権擁護局局長を経て最高検察庁監察指導部長。

## 人物
鹿児島県出身。1992年東京大学法学部卒。1994年検察官採用。2000年から2005年、東京地検検事と法務省刑事局付、内閣法制局参事官補等を兼ねる。2006年から2009年、東京地検検事と法務省大臣官房付、保護局付を兼ねる。2012年7月から2014年7月、東京地検検事兼金融庁総務企画局市場課市場取引対応室長。2018年、東京高等検察庁検事。2019年から東京高検総務部長、刑事部長等。2023年1月から、法務省人権擁護局長を兼ねる。2024年12月、最高検察庁監察指導部長。